# Charles Ravaisson-Mollien
Charles Lacher-Ravaisson-Mollien, né le 19 avril 1848 à Paris et mort le 23 mai 1919 à Saint-Maurice, est conservateur au département des sculptures grecques et romaines du musée du Louvre et président de la Société des antiquaires de France.

## Biographie
Charles Gaspard François Lacher-Ravaisson-Mollien est le fils de Jean Gaspard Félix Laché Ravaisson, maître des requêtes au conseil d'état, et de Aglaé Marie Françoise Louyer de Villernay.
En 1877, à Paris, il épouse Marie Hélène Maignon de Roques (1856-1897).
De 1886 à 1910, il est conservateur au département des antiquités grecques, étrusques et romaines du musée du Louvre.
Il a transcrit et traduit les manuscrits de Léonard de Vinci conservés à la bibliothèque de l'Institut.
Il est mort à l'âge de 71 ans et enterré au cimetière du Père-Lachaise

## Distinction
- Chevalier de la légion d'honneur en 1910[4]